# Reprezentacja Ukrainy U-23 w piłce nożnej mężczyzn
Reprezentacja Ukrainy U-23 w piłce nożnej – zespół piłkarski do lat 23, reprezentujący Ukrainę w meczach i sportowych imprezach międzynarodowych, jest jednym z dziewięciu młodzieżowych piłkarskich zespołów narodowych w kraju, powoływanym przez selekcjonera, w którym występować mogą wyłącznie zawodnicy posiadający obywatelstwo ukraińskie. Reprezentacja U-23 jest bezpośrednim zapleczem dorosłej kadry. Za jej funkcjonowanie odpowiedzialna jest Ukrajinśka asociacija futbołu (UAF).
Jest ona jednocześnie kadrą olimpijską (zawodnicy w momencie rozpoczęcia igrzysk olimpijskich rocznikowo nie mogą przekroczyć 23. roku życia). Również każda drużyna ma możliwość zgłoszenia trzech zawodników, którzy nie spełniają ograniczeń wiekowych obowiązujących w turnieju.
W 2024 zespół uczestniczył w turnieju piłki nożnej Igrzysk Olimpijskich rozgrywanych we Francji.

## Historia
2 lipca 2023 roku młodzieżowa reprezentacja Ukrainy U-21 w piłce nożnej pokonała swoich rówieśników z Francji w ćwierćfinale Mistrzostw Europy i po raz pierwszy w swojej historii zakwalifikowała się do piłkarskiego turnieju Igrzysk Olimpijskich 2024.
Swój pierwszy oficjalny mecz reprezentacja Ukrainy rozegrała 25 marca 2024 roku po awansie do Igrzysk Olimpijskich. Wyjazdowy mecz towarzyski z reprezentacją Japonii zakończył się porażką 0:2.
W czerwcu 2024 reprezentacja olimpijska Ukrainy została zaproszona na Turniej Maurice'a Revello we Francji, gdzie najpierw zwyciężyła w grupie A, a potem pokonała Wybrzeże Kości Słoniowej w rzutach karnych w finale.

## Udział w turniejach międzynarodowych

### Mistrzostwa świata
Dotychczas reprezentacji Ukrainy tylko 1 raz udało się awansować do finałów Igrzysk Olimpijskich. 
| Rok   | Miejsce                                                              | M                                                                    | W                                                                    | R                                                                    | P                                                                    | B+                                                                   | B–                                                                   |                                                                      |
| ----- | -------------------------------------------------------------------- | -------------------------------------------------------------------- | -------------------------------------------------------------------- | -------------------------------------------------------------------- | -------------------------------------------------------------------- | -------------------------------------------------------------------- | -------------------------------------------------------------------- | -------------------------------------------------------------------- |
| 1900  | Była częścią Imperium Rosyjskiego, piłkarze powoływani do Rosja U-20 | Była częścią Imperium Rosyjskiego, piłkarze powoływani do Rosja U-20 | Była częścią Imperium Rosyjskiego, piłkarze powoływani do Rosja U-20 | Była częścią Imperium Rosyjskiego, piłkarze powoływani do Rosja U-20 | Była częścią Imperium Rosyjskiego, piłkarze powoływani do Rosja U-20 | Była częścią Imperium Rosyjskiego, piłkarze powoływani do Rosja U-20 | Była częścią Imperium Rosyjskiego, piłkarze powoływani do Rosja U-20 | Była częścią Imperium Rosyjskiego, piłkarze powoływani do Rosja U-20 |
| 1904  | Była częścią Imperium Rosyjskiego, piłkarze powoływani do Rosja U-20 | Była częścią Imperium Rosyjskiego, piłkarze powoływani do Rosja U-20 | Była częścią Imperium Rosyjskiego, piłkarze powoływani do Rosja U-20 | Była częścią Imperium Rosyjskiego, piłkarze powoływani do Rosja U-20 | Była częścią Imperium Rosyjskiego, piłkarze powoływani do Rosja U-20 | Była częścią Imperium Rosyjskiego, piłkarze powoływani do Rosja U-20 | Była częścią Imperium Rosyjskiego, piłkarze powoływani do Rosja U-20 | Była częścią Imperium Rosyjskiego, piłkarze powoływani do Rosja U-20 |
| 1908  | Była częścią Imperium Rosyjskiego, piłkarze powoływani do Rosja U-20 | Była częścią Imperium Rosyjskiego, piłkarze powoływani do Rosja U-20 | Była częścią Imperium Rosyjskiego, piłkarze powoływani do Rosja U-20 | Była częścią Imperium Rosyjskiego, piłkarze powoływani do Rosja U-20 | Była częścią Imperium Rosyjskiego, piłkarze powoływani do Rosja U-20 | Była częścią Imperium Rosyjskiego, piłkarze powoływani do Rosja U-20 | Była częścią Imperium Rosyjskiego, piłkarze powoływani do Rosja U-20 | Była częścią Imperium Rosyjskiego, piłkarze powoływani do Rosja U-20 |
| 1912  | Była częścią Imperium Rosyjskiego, piłkarze powoływani do Rosja U-20 | Była częścią Imperium Rosyjskiego, piłkarze powoływani do Rosja U-20 | Była częścią Imperium Rosyjskiego, piłkarze powoływani do Rosja U-20 | Była częścią Imperium Rosyjskiego, piłkarze powoływani do Rosja U-20 | Była częścią Imperium Rosyjskiego, piłkarze powoływani do Rosja U-20 | Była częścią Imperium Rosyjskiego, piłkarze powoływani do Rosja U-20 | Była częścią Imperium Rosyjskiego, piłkarze powoływani do Rosja U-20 | Była częścią Imperium Rosyjskiego, piłkarze powoływani do Rosja U-20 |
| 1920  | Była częścią ZSRR, piłkarze powoływani do ZSRR U-20                  | Była częścią ZSRR, piłkarze powoływani do ZSRR U-20                  | Była częścią ZSRR, piłkarze powoływani do ZSRR U-20                  | Była częścią ZSRR, piłkarze powoływani do ZSRR U-20                  | Była częścią ZSRR, piłkarze powoływani do ZSRR U-20                  | Była częścią ZSRR, piłkarze powoływani do ZSRR U-20                  | Była częścią ZSRR, piłkarze powoływani do ZSRR U-20                  |                                                                      |
| 1924  | Była częścią ZSRR, piłkarze powoływani do ZSRR U-20                  | Była częścią ZSRR, piłkarze powoływani do ZSRR U-20                  | Była częścią ZSRR, piłkarze powoływani do ZSRR U-20                  | Była częścią ZSRR, piłkarze powoływani do ZSRR U-20                  | Była częścią ZSRR, piłkarze powoływani do ZSRR U-20                  | Była częścią ZSRR, piłkarze powoływani do ZSRR U-20                  | Była częścią ZSRR, piłkarze powoływani do ZSRR U-20                  |                                                                      |
| 1928  | Była częścią ZSRR, piłkarze powoływani do ZSRR U-20                  | Była częścią ZSRR, piłkarze powoływani do ZSRR U-20                  | Była częścią ZSRR, piłkarze powoływani do ZSRR U-20                  | Była częścią ZSRR, piłkarze powoływani do ZSRR U-20                  | Była częścią ZSRR, piłkarze powoływani do ZSRR U-20                  | Była częścią ZSRR, piłkarze powoływani do ZSRR U-20                  | Była częścią ZSRR, piłkarze powoływani do ZSRR U-20                  |                                                                      |
| 1936  | Była częścią ZSRR, piłkarze powoływani do ZSRR U-20                  | Była częścią ZSRR, piłkarze powoływani do ZSRR U-20                  | Była częścią ZSRR, piłkarze powoływani do ZSRR U-20                  | Była częścią ZSRR, piłkarze powoływani do ZSRR U-20                  | Była częścią ZSRR, piłkarze powoływani do ZSRR U-20                  | Była częścią ZSRR, piłkarze powoływani do ZSRR U-20                  | Była częścią ZSRR, piłkarze powoływani do ZSRR U-20                  |                                                                      |
| 1948  | Była częścią ZSRR, piłkarze powoływani do ZSRR U-20                  | Była częścią ZSRR, piłkarze powoływani do ZSRR U-20                  | Była częścią ZSRR, piłkarze powoływani do ZSRR U-20                  | Była częścią ZSRR, piłkarze powoływani do ZSRR U-20                  | Była częścią ZSRR, piłkarze powoływani do ZSRR U-20                  | Była częścią ZSRR, piłkarze powoływani do ZSRR U-20                  | Była częścią ZSRR, piłkarze powoływani do ZSRR U-20                  |                                                                      |
| 1952  | Była częścią ZSRR, piłkarze powoływani do ZSRR U-20                  | Była częścią ZSRR, piłkarze powoływani do ZSRR U-20                  | Była częścią ZSRR, piłkarze powoływani do ZSRR U-20                  | Była częścią ZSRR, piłkarze powoływani do ZSRR U-20                  | Była częścią ZSRR, piłkarze powoływani do ZSRR U-20                  | Była częścią ZSRR, piłkarze powoływani do ZSRR U-20                  | Była częścią ZSRR, piłkarze powoływani do ZSRR U-20                  |                                                                      |
| 1956  | Była częścią ZSRR, piłkarze powoływani do ZSRR U-20                  | Była częścią ZSRR, piłkarze powoływani do ZSRR U-20                  | Była częścią ZSRR, piłkarze powoływani do ZSRR U-20                  | Była częścią ZSRR, piłkarze powoływani do ZSRR U-20                  | Była częścią ZSRR, piłkarze powoływani do ZSRR U-20                  | Była częścią ZSRR, piłkarze powoływani do ZSRR U-20                  | Była częścią ZSRR, piłkarze powoływani do ZSRR U-20                  |                                                                      |
| 1960  | Była częścią ZSRR, piłkarze powoływani do ZSRR U-20                  | Była częścią ZSRR, piłkarze powoływani do ZSRR U-20                  | Była częścią ZSRR, piłkarze powoływani do ZSRR U-20                  | Była częścią ZSRR, piłkarze powoływani do ZSRR U-20                  | Była częścią ZSRR, piłkarze powoływani do ZSRR U-20                  | Była częścią ZSRR, piłkarze powoływani do ZSRR U-20                  | Była częścią ZSRR, piłkarze powoływani do ZSRR U-20                  |                                                                      |
| 1964  | Była częścią ZSRR, piłkarze powoływani do ZSRR U-20                  | Była częścią ZSRR, piłkarze powoływani do ZSRR U-20                  | Była częścią ZSRR, piłkarze powoływani do ZSRR U-20                  | Była częścią ZSRR, piłkarze powoływani do ZSRR U-20                  | Była częścią ZSRR, piłkarze powoływani do ZSRR U-20                  | Była częścią ZSRR, piłkarze powoływani do ZSRR U-20                  | Była częścią ZSRR, piłkarze powoływani do ZSRR U-20                  |                                                                      |
| 1968  | Była częścią ZSRR, piłkarze powoływani do ZSRR U-20                  | Była częścią ZSRR, piłkarze powoływani do ZSRR U-20                  | Była częścią ZSRR, piłkarze powoływani do ZSRR U-20                  | Była częścią ZSRR, piłkarze powoływani do ZSRR U-20                  | Była częścią ZSRR, piłkarze powoływani do ZSRR U-20                  | Była częścią ZSRR, piłkarze powoływani do ZSRR U-20                  | Była częścią ZSRR, piłkarze powoływani do ZSRR U-20                  |                                                                      |
| 1972  | Była częścią ZSRR, piłkarze powoływani do ZSRR U-20                  | Była częścią ZSRR, piłkarze powoływani do ZSRR U-20                  | Była częścią ZSRR, piłkarze powoływani do ZSRR U-20                  | Była częścią ZSRR, piłkarze powoływani do ZSRR U-20                  | Była częścią ZSRR, piłkarze powoływani do ZSRR U-20                  | Była częścią ZSRR, piłkarze powoływani do ZSRR U-20                  | Była częścią ZSRR, piłkarze powoływani do ZSRR U-20                  |                                                                      |
| 1976  | Była częścią ZSRR, piłkarze powoływani do ZSRR U-20                  | Była częścią ZSRR, piłkarze powoływani do ZSRR U-20                  | Była częścią ZSRR, piłkarze powoływani do ZSRR U-20                  | Była częścią ZSRR, piłkarze powoływani do ZSRR U-20                  | Była częścią ZSRR, piłkarze powoływani do ZSRR U-20                  | Była częścią ZSRR, piłkarze powoływani do ZSRR U-20                  | Była częścią ZSRR, piłkarze powoływani do ZSRR U-20                  |                                                                      |
| 1980  | Była częścią ZSRR, piłkarze powoływani do ZSRR U-20                  | Była częścią ZSRR, piłkarze powoływani do ZSRR U-20                  | Była częścią ZSRR, piłkarze powoływani do ZSRR U-20                  | Była częścią ZSRR, piłkarze powoływani do ZSRR U-20                  | Była częścią ZSRR, piłkarze powoływani do ZSRR U-20                  | Była częścią ZSRR, piłkarze powoływani do ZSRR U-20                  | Była częścią ZSRR, piłkarze powoływani do ZSRR U-20                  |                                                                      |
| 1984  | Była częścią ZSRR, piłkarze powoływani do ZSRR U-20                  | Była częścią ZSRR, piłkarze powoływani do ZSRR U-20                  | Była częścią ZSRR, piłkarze powoływani do ZSRR U-20                  | Była częścią ZSRR, piłkarze powoływani do ZSRR U-20                  | Była częścią ZSRR, piłkarze powoływani do ZSRR U-20                  | Była częścią ZSRR, piłkarze powoływani do ZSRR U-20                  | Była częścią ZSRR, piłkarze powoływani do ZSRR U-20                  |                                                                      |
| 1988  | Była częścią ZSRR, piłkarze powoływani do ZSRR U-20                  | Była częścią ZSRR, piłkarze powoływani do ZSRR U-20                  | Była częścią ZSRR, piłkarze powoływani do ZSRR U-20                  | Była częścią ZSRR, piłkarze powoływani do ZSRR U-20                  | Była częścią ZSRR, piłkarze powoływani do ZSRR U-20                  | Była częścią ZSRR, piłkarze powoływani do ZSRR U-20                  | Była częścią ZSRR, piłkarze powoływani do ZSRR U-20                  |                                                                      |
| 1992  | Nie zakwalifikowała się                                              | Nie zakwalifikowała się                                              | Nie zakwalifikowała się                                              | Nie zakwalifikowała się                                              | Nie zakwalifikowała się                                              | Nie zakwalifikowała się                                              | Nie zakwalifikowała się                                              |                                                                      |
| 1996  | Nie zakwalifikowała się                                              | Nie zakwalifikowała się                                              | Nie zakwalifikowała się                                              | Nie zakwalifikowała się                                              | Nie zakwalifikowała się                                              | Nie zakwalifikowała się                                              | Nie zakwalifikowała się                                              |                                                                      |
| 2000  | Nie zakwalifikowała się                                              | Nie zakwalifikowała się                                              | Nie zakwalifikowała się                                              | Nie zakwalifikowała się                                              | Nie zakwalifikowała się                                              | Nie zakwalifikowała się                                              | Nie zakwalifikowała się                                              |                                                                      |
| 2004  | Nie zakwalifikowała się                                              | Nie zakwalifikowała się                                              | Nie zakwalifikowała się                                              | Nie zakwalifikowała się                                              | Nie zakwalifikowała się                                              | Nie zakwalifikowała się                                              | Nie zakwalifikowała się                                              |                                                                      |
| 2008  | Nie zakwalifikowała się                                              | Nie zakwalifikowała się                                              | Nie zakwalifikowała się                                              | Nie zakwalifikowała się                                              | Nie zakwalifikowała się                                              | Nie zakwalifikowała się                                              | Nie zakwalifikowała się                                              |                                                                      |
| 2012  | Nie zakwalifikowała się                                              | Nie zakwalifikowała się                                              | Nie zakwalifikowała się                                              | Nie zakwalifikowała się                                              | Nie zakwalifikowała się                                              | Nie zakwalifikowała się                                              | Nie zakwalifikowała się                                              |                                                                      |
| 2016  | Nie zakwalifikowała się                                              | Nie zakwalifikowała się                                              | Nie zakwalifikowała się                                              | Nie zakwalifikowała się                                              | Nie zakwalifikowała się                                              | Nie zakwalifikowała się                                              | Nie zakwalifikowała się                                              |                                                                      |
| 2020  | Nie zakwalifikowała się                                              | Nie zakwalifikowała się                                              | Nie zakwalifikowała się                                              | Nie zakwalifikowała się                                              | Nie zakwalifikowała się                                              | Nie zakwalifikowała się                                              | Nie zakwalifikowała się                                              |                                                                      |
| 2024  | Faza grupowa                                                         | 3                                                                    | 1                                                                    | 0                                                                    | 2                                                                    | 3                                                                    | 5                                                                    |                                                                      |
| Razem | 1/28                                                                 | 3                                                                    | 1                                                                    | 0                                                                    | 2                                                                    | 3                                                                    | 5                                                                    |                                                                      |

## Selekcjonerzy

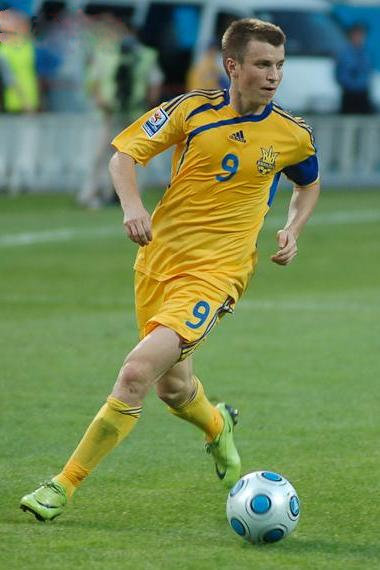
Rusłan Rotań - trener reprezentacji U-23 od 2023

| Lp. | Imię i nazwisko          | Okres        |
| -   | brak, kadra nie istniała | 1992–2022    |
| 1.  | Rusłan Rotań             | 2023–obecnie |

## Kadra na Igrzyska Olimpijskie w 2024
Trener:  Rusłan Rotań